# 石碉楼乡
石碉楼乡，是中华人民共和国四川省阿坝藏族羌族自治州黑水县下辖的一个乡镇级行政单位。

## 行政区划
石碉楼乡下辖以下地区：
西米村、石碉楼村、丁寨村、木须村、俄尔村、扎基村、苦瓜村、卡地村、格衣村、瓦洛村和石河村。